# Journalisten-Skandal
Der so genannte Journalisten-Skandal des Bundesnachrichtendienstes (BND) basiert auf der im Jahre 2005 in der Bundesrepublik Deutschland publik gewordenen Überwachung verschiedener, auch kritisch über den Geheimdienst berichtender, Journalisten in der Zeit von 1993 bis mindestens 1998.
Die Angelegenheit kam dadurch ans Tageslicht, dass einer der Betroffenen, der Publizist und Leiter des Weilheimer Friedensinstituts Erich Schmidt-Eenboom, sich im Juni 2005 an den BND wandte, um Aufklärung über seine Bespitzelung zu erhalten. Schmidt-Eenboom war durch eigene Recherchen auf die Überwachung gestoßen und einer seiner Bewacher hatte sich ihm offenbart. Im Juli 2005 habe er darauf zunächst von einem Beamten des BND offiziell erfahren, dass „sein Büro im Jahre 1994 durch eine Videokamera überwacht worden“ sei. Mittlerweile lägen ihm drei eidesstattliche Versicherungen früherer BND-Mitarbeiter über den Ablauf vor. Danach wurde das gesamte Weilheimer Friedensinstitut vom Kommando QC30 des BND videoüberwacht und alle Besucher identifiziert.

## Ausmaß und Motivlage
Der BND hatte nach eigenen Angaben dadurch eigene Leute entdecken wollen, die Informationen aus dem Nachrichtendienst weitergegeben haben sollen. Schmidt-Eenboom hatte 1994 das Buch Der BND verfasst, in welchem unter anderem Schwachstellen des BND offenbart worden seien. Laut Untersuchungsausschuss-Mitglied Michael Hartmann im Bericht des Sonderermittlers und ehemaligen Vorsitzenden Richters am BGH Gerhard Schäfer hätten die BND-Aktivitäten aber allgemein der Erlangung von Kenntnissen über die Medien gedient.
Im Mai 2006 wurde nach einem Bericht des Sonderermittlers Gerhard Schäfer bekannt, dass sich der BND jahrelang mit Spitzeln informierte, um mögliche Geheimdienstmitarbeiter zu enttarnen, die unter anderem in der Plutonium-Affäre Insiderwissen weitergegeben hätten. Außerdem wurde der Journalist Jo Angerer, der für das TV-Magazin Monitor arbeitet, überwacht. Die Berliner Zeitung berichtete, dass auch Telefone von Journalisten abgehört wurden. Laut einem Monitor-Bericht sollen Mitarbeiter der operativen BND-Abteilungen mit dem Militärischen Abschirmdienst (MAD) und dem Bayerischen Landesamt für Verfassungsschutz zusammengearbeitet haben.

## Bespitzelungen
Der BND verwendete für die Bespitzelungen jedoch teilweise kein eigenes Personal. Mehrere Journalisten hatten den Geheimdienst kontaktiert und angeboten, auch gegen Geldzahlungen, Informationen über investigative Journalisten weiterzugeben. Dies ergab sich aus dem Sachverständigenbericht des Bundestagskontrollausschusses und wurde vom BND-Direktor Volker Foertsch am 12. Februar 2009 vor dem BND-Untersuchungsausschuss bestätigt. In den meisten Medien wurde dieser Sachverhalt nicht thematisiert.
Laut Michael Hartmann, Mitglied im BND-Untersuchungsausschuss, ging es um „Informationen bis hin zum Quellenverrat, beziehungsweise dem Verrat von Quellen anderer Journalisten“. Unter anderem gab der Journalist Erwin Decker (BND-Deckname: Bosch; damals beim Magazin Focus) laut Schäfer-Bericht Informationen an den BND weiter. Die Notizen von Foertsch über weitergegebene Informationen vom Focus-Redakteur Josef Hufelschulte (BND-Deckname: Jerez) umfassen gar 219 Seiten. Hufelschulte wurde als wichtige Informationsquelle vom BND jedoch selbst ebenfalls überwacht.

## Verantwortung für die Überwachungen
Die Überwachung von Journalisten durch den BND wurde offiziell erst am 10. November 2005 durch den damaligen Präsidenten der Behörde August Hanning in einer Pressekonferenz bestätigt. Hierbei wurde bekannt, dass der BND im Zeitraum ab 1993 begonnen hatte – offensichtlich mit Wissen und Billigung seines damaligen Präsidenten Konrad Porzner – deutsche Journalisten (unter anderem Erich Schmidt-Eenboom), die zuvor kritisch über den BND berichtet hatten, zu bespitzeln und zu überwachen, um die Quellen der Journalisten zu enttarnen, die man in den eigenen Reihen vermutete. Ob die Nachfolger Porzners über die Aktion, die bis mindestens 1998 angedauert haben soll, informiert waren, ist derzeit noch unklar. Hanning bestreitet dies jedenfalls für seine Person. Neben dem zuständigen Parlamentarischen Kontrollgremium soll nach eigenen Angaben auch die Bundesregierung über die Jahre nicht informiert worden sein. Laut Foertschs Aussage im Februar 2009 war aber mindestens Bernd Schmidbauer als damaliger Staatsminister im Kanzleramt informiert gewesen.
Präsidenten des BND während der Überwachungsaktionen waren Konrad Porzner (3. Oktober 1990 bis 31. März 1996), Gerhard Güllich (kommissarisch vom 1. April 1996 bis 4. Juni 1996) und Hansjörg Geiger vom 4. Juni 1996 bis 17. Dezember 1998.